# BreakingDown ハードパンチャー ARCADE

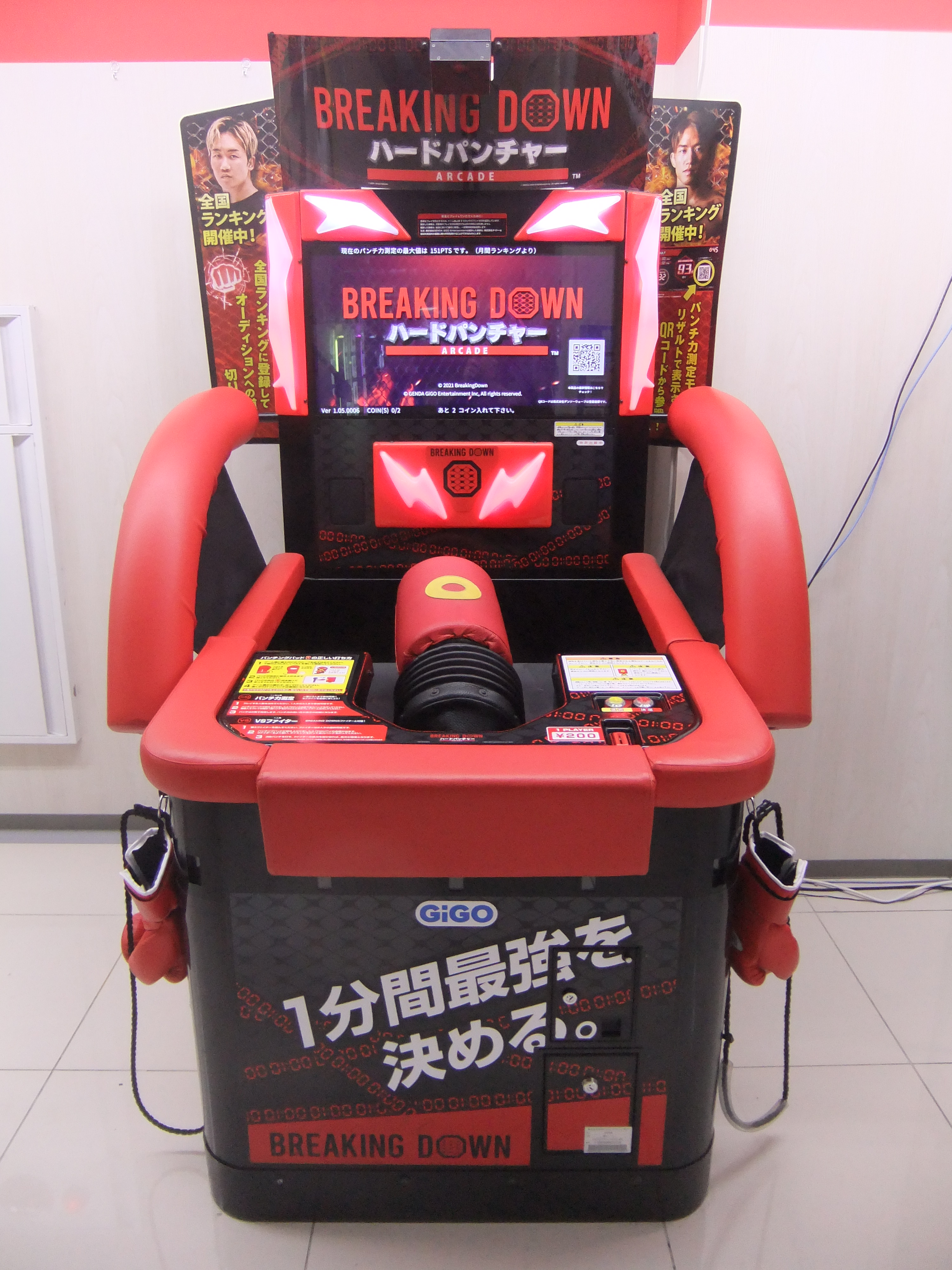
BreakingDown ハードパンチャー ARCADE筐体

『BreakingDown ハードパンチャー ARCADE』（ブレイキングダウン ハードパンチャー アーケード）は、2024年3月29日にGENDA GiGO Entertainmentが販売したゲームセンター向けの体感ゲーム機で、格闘技イベント『BreakingDown』が監修したパンチングマシンである。
GENDA GiGO Entertainmentと『BreakingDown』が共同で開発し、BreakingDownのオーディション会場にてオーディション参加者が挑戦していたパンチングマシンが、全国のGiGOグループの店舗にて遊べるようになっている。BreakingDown公式アプリと連携し、全国ランキングの確認が随時可能。

## 特徴
2011年にタイトーが発売したパンチングマシン「ソニックブラストヒーローズ」の基本的な設計や機能を引き継ぎつつ、従来のパンチングマシンでおなじみの「パンチ力測定モード」のほか、BreakingDownでおなじみの人気選手との対戦が可能な「VSファイターモード」を備えたものとなっている。

### ソニックブラストヒーローズから継承した機能
- 筐体の設計思想
- プレイヤーの安全を守る機能
- メンテナンス機能
- 利用規約と注意画面

### ソニックブラストヒーローズと異なる機能
- 1プレイで殴れる回数が2回まで
- プレイヤー同士の対戦は3人まで
- プレイ終了後にスコア評価やアドバイスがなく、ランキング表示のみ
- プレイ終了後のランキング表示は本日・月間・歴代が交互に表示される
- スコアランキングのデフォルトにBreakingDown選手の実際のスコアが表示
- ゲーム終了後、デモ画面復帰までに本日・月間・歴代ランキングが連続で流れる

### 不正防止の仕組み
本作では筐体前面設置の助走防止センサー、筐体上部に設置した「CHLAC異常検知システム」のカメラによって、プレイヤーの不正行為を監視している。なお安全基準が向上したことにより、ソニックブラストヒーローズに比べ不正判定の基準が厳しくなっている。
助走防止センサー
- マシンから1.2ｍ以上離れるとゲームが停止
- ゲーム停止中に殴るとスコアが0となる

異常検知カメラ
- ストレートパンチ以外の方法で殴ったと判断された場合
- プレイ時に勢いあまって筐体にもたれかかったと判断された場合

不正検知時は警告メッセージが出た後、再度殴り直しとなる。なお連続で不正検知となった場合はスコアが0となる。

### パンチ力測定モード
プレイヤーのパンチ力を測定するシンプルなモード。1プレイで2発殴ることができる。なお2発のうち高いスコアがランキングへ保存される。本モードは最大3人まで同時に対戦プレイをすることができる。

#### スコア測定基準
本作では、これまでのパンチングマシンのスコア測定基準が一定でなかったことから、より正確に測定できるようBreakingDownが独自に調整した仕様とした。そのため2000年以降に登場したパンチングマシンに比べ、全体的に低いスコアとなっている。なお測定時にスコアに応じてコメントが表示される。
| コメント         | スコア  |
| ---------------- | ------- |
| LET’S TRAINING!  | 0-10    |
| HANG IN THERE!   | 11-20   |
| YOU CAN DO IT!   | 21-30   |
| KEEP IT UP!      | 31-40   |
| VERY GOOD!       | 41-50   |
| NICE PUNCH!      | 51-60   |
| WONDERFUL!       | 61-70   |
| GREAT!           | 71-80   |
| AMAZING          | 81-90   |
| EXCELLENT!       | 91-100  |
| CONGRATULATIONS! | 101以上 |

#### 全国ランキング登録
本モードではプレイ終了後に全国ランキング登録用のQRコードが表示される。QRコードを読み込み、公式サイトへアクセスし、スコアを登録することで、全国のプレイヤーとパンチ力を競うことが可能となっている。ランキングは、スコア、プレイヤーの名前が登録できるほか、地域や階級ごとに分けられている。

#### オーディション参加権
本作ではランキング上位に入ると、BreakingDownのオーディションへ参加する権利を手に入れることができる期間があった。

### VSファイターモード
本モードは、クリアノルマ数値のあるCPUを倒すことを目的とする。従来のタイトーのパンチングマシン作品では、パンチ力のみでクリアノルマを消化する方式であったが、本作では「パンチ力」「インパクト」「タイミング」の3要素からなっており、対戦相手の顔面にターゲットが重なった瞬間に強く殴ることで高得点が出る仕組みとなっている。

### 対戦相手
本モードの対戦相手は、2人の選手から選択できる。基本的にはBreakingDownに出場する選手が期間限定で選択できるようになっており、これまで登場した選手は以下の通りである。なお期間外の場合はイラストのボクサーとなる。
| 期間                           | 名前       |
| ------------------------------ | ---------- |
| 2024年4月1日 - 2024年5月31日   | てる       |
| 2024年4月1日 - 2024年6月30日   | 瓜田純士   |
| 2024年6月1日 - 2024年7月31日   | 井原良太郎 |
| 2024年7月1日 - 2024年8月31日   | 川島悠汰   |
| 2024年8月1日 - 2024年9月30日   | ジョリー   |
| 2024年9月1日 - 2024年10月31日  | 啓之輔     |
| 2024年10月1日 - 2024年11月30日 | 細川一颯   |
| 2024年11月1日 - 2024年12月31日 | 10人ニキ   |
| 2025年1月1日 - 2025年2月28日   | こめお     |
| 2025年2月1日 - 2025年3月31日   | 赤井竜馬   |
| 2025年3月1日 - 2025年4月30日   | リキ       |
| 2025年4月1日 - 2025年5月31日   | ヒロ三河   |
| 2025年5月1日 - 2025年6月30日   | SATORU     |

## 使用実績
BreakingDown7よりオーディション会場にて、参加者がパンチ力を競う「No.1ハードパンチャー決定戦」が開催され、その様子が朝倉海のKAI Channelで配信されていた。このほか試合会場でも、観戦者同士の大会が行われていた。BreakingDown10までは特注の装飾を施したナムコ製のノックダウン90を使用していたが、BreakingDown11より本作が使用されている。

### BreakingDown11
本作が初登場。ただし稼働開始前で開発途中のものであり、VSファイターモードでは、溝口勇児（クリアノルマ900）、レオ（クリアノルマ600）が登場していた。パンチ力測定モードを使った「No.1ハードパンチャー決定戦」では、舞杞維沙耶が1位となった。なおこの結果の一部が、完成版本作のデフォルトランキングの上位に2024年1月11日の記録として使用された。
| 順位 | 名前                 | スコア |
| ---- | -------------------- | ------ |
| 1位  | 舞杞維沙耶           | 148    |
| 2位  | LARGE HIGH           | 114    |
| 2位  | シモミシュラン       | 114    |
| 2位  | 外枦保尋斗           | 114    |
| 5位  | 細川一颯             | 113    |
| 6位  | 虎之介               | 106    |
| 7位  | ホール・大雅・レオン | 104    |
| 8位  | 村田将一             | 97     |
| 9位  | 井原良太郎           | 95     |
| 10位 | 西谷大成             | 85     |

### BreakingDown12
本作稼働開始前の大会。オーディション本編でパンチングマシンのレジェンド磯貝宏が登場し129を記録した。直前にプレイした朝倉未来の126の記録を僅かに超えるも、本選選出にはならなかった。本大会における「No.1ハードパンチャー決定戦」では、前回に続いて舞杞維沙耶が1位となった。なお前回と今回の「No.1ハードパンチャー決定戦」の結果の一部が、本作のデフォルトランキングの上位に2024年6月1日の記録として更新し、以後使用されている。
| 順位 | 名前           | スコア |
| ---- | -------------- | ------ |
| 1位  | 舞杞維沙耶     | 151    |
| 2位  | 朝倉未来       | 126    |
| 3位  | 白川陸斗       | 123    |
| 4位  | 外枦保尋斗     | 119    |
| 5位  | シモミシュラン | 110    |
| 5位  | LARGE HIGH     | 110    |
| 7位  | 有馬雄生       | 104    |
| 8位  | 井原良太郎     | 102    |
| 9位  | 村田将一       | 98     |
| 10位 | 朝倉海         | 95     |

### BreakingDown13
本作稼働開始後初の大会。本大会では、パンチングマシンの高記録者のみをまとめたグループが初登場。前大会オーディション参加の磯貝宏をはじめ5名が選出され、そのうち2名がスパーリングを行ったが、この枠からの本選出場者はいなかった。なおこのグループで呼ばれた5名のパンチングマシンの記録ならびにプレイシーンは本編、「No.1ハードパンチャー決定戦」どちらにも流れなかった。本大会における「No.1ハードパンチャー決定戦」での結果は、3回連続で舞杞維沙耶が1位となった。
| 順位 | 名前       | スコア |
| ---- | ---------- | ------ |
| 1位  | 舞杞維沙耶 | 140    |
| 2位  | 外枦保尋斗 | 138    |
| 3位  | 朝倉未来   | 136    |
| 4位  | 金森雄大   | 126    |
| 5位  | 寿希也     | 115    |
| 6位  | 細川一颯   | 111    |
| 7位  | 啓之輔     | 110    |
| 8位  | てる       | 108    |
| 9位  | リキ       | 101    |
| 9位  | アンドレ   | 101    |

### BreakingDown14
本作稼働開始後2度目の大会。本大会でもパンチングマシンの高記録者専用の枠が用意されていたが、本編では2名しか登場せず、今回も本選出場者は出なかった。今回はパンチングマシンを目の前に喧嘩が起こり、喧嘩終了後にパンチングマシンがゲームオーバーを表示して終了した。本大会の「No.1ハードパンチャー決定戦」では、左右両方のパンチを合算した数値で順位付けを行った。
| 順位 | 名前       | 右  | 左  | 合計 |
| ---- | ---------- | --- | --- | ---- |
| 1位  | YURA       | 104 | 90  | 194  |
| 2位  | 舞杞維沙耶 | 105 | 86  | 191  |
| 3位  | 井原良太郎 | 106 | 82  | 188  |
| 4位  | 細川一颯   | 99  | 80  | 179  |
| 5位  | サップ西成 | 88  | 84  | 172  |
| 6位  | 寿希也     | 85  | 82  | 167  |
| 6位  | ヒロ三河   | 99  | 68  | 167  |
| 8位  | ナオキ     | 64  | 100 | 164  |
| 9位  | 赤パンニキ | 100 | 63  | 163  |
| 10位 | 西谷大成   | 85  | 75  | 160  |

### BreakingDown15
本作稼働開始後3度目の大会。本大会ではオーディション動画にパンチングマシン枠の放送はなく、BreakingDown7以降毎回行われていた「No.1ハードパンチャー決定戦」も行われなかった。

### BreakingDown16
本大会では、「一次オーディション ハードパンチャー選手権」で登場。一次オーディション参加者全員がプレイし、パンチ力を強さの参考としてオーディションの選考が行われた。